# Guido Turchi
Guido Turchi (Roma, 10 novembre 1916 – Venezia, 15 settembre 2010) è stato un compositore e critico musicale italiano.

## Biografia
Si diplomò in pianoforte e composizione al Conservatorio di Roma nel 1940 e si perfezionò nel 1945 con Ildebrando Pizzetti all’Accademia di S. Cecilia. Consulente musicale del Terzo programma della Rai dal 1951 al 1953. Dal 1960 al 1966 insegnò armonia, contrappunto e fuga al Conservatorio di S. Cecilia. Dal 1967 al 1970 fu direttore del conservatorio di Parma e dal 1971 al 1973 di quello di Firenze. Fu inoltre direttore artistico dell'Accademia filarmonica romana (1963-66), del Teatro Comunale di Bologna (1968-70), dell'Accademia nazionale di S. Cecilia (1972-76),  dell'Accademia musicale chigiana di Siena (1978-87), dell’Angelicum di Milano (1988-1990) e infine dell’Orchestra di Padova e del Veneto (1992-1993).
Le sue prime composizioni rielaboravano in modo personale la lezione di Paul Hindemith come nel  Trio per flauto, viola e clarinetto (1945),  quella di Goffredo Petrassi, nell’Invettiva per coro e due pianoforti (1946)  e quella di Béla Bartók, nel Concerto breve per quartetto d’archi (1947). L’opera successiva, Piccolo concerto notturno (1950) costituì un punto di approdo significativo del suo personale linguaggio musicale. Dopo alcune interessanti esperienze nella musiche di scena, come i 5 Commenti alle Baccanti (1952), scrisse un’opera teatrale, Il buon soldato Schweik, tratto dall’omonima opera di Jaroslav Hašek, su libretto di Gerardo Guerrieri (1962), caratterizzata da un linguaggio intensamente cromatico – per mezzo del quale venivano rielaborate forme vocali e strumentali tradizionali –,  e dall’alternanza di canto e parlato. Dello stesso anno è la sua colonna musicale per il film La steppa di Alberto Lattuada; fra gli altri lavori per il cinema ricordiamo le musiche per Il mistero di Oberwald (1980), di Michelangelo Antonioni.  
È stato anche autore di un balletto, Dedalo I e II  (1982-1983).  
Tra le sue ultime composizioni vanno citati Adagio per orchestra (1983); Parabola per orchestra (1994); Quintetto d'archi (2001); Parafrasi di un cantico di autunno per orchestra (2004); Tre brevi fantasie mnemoniche per orchestra d'archi (2006). 
È stato inoltre autore di saggi su Petrassi, Hindemith e Schubert, delle voci  Armonia per l’Enciclopedia dello spettacolo e  Fuga per il Dizionario della Musica e dei musicisti, ed è stato collaboratore musicale de Il corriere della sera.

## Pubblicazioni
- Turchi, Guido in Enciclopedia della Musica e dei Musicisti, UTET, Torino,  1988, Biografie vol. VIII, p.110
- Turchi, Guido in Piccola Treccani, Istituto della Enciclopedia Italiana, Roma, 1997, vol. XII, p. 439